# Herb powiatu szczecineckiego

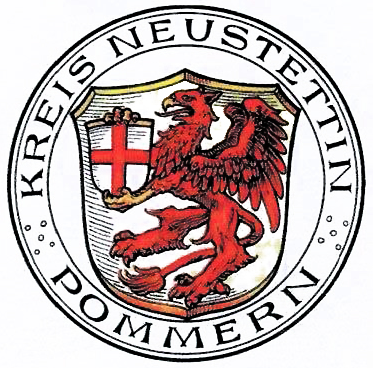
Przedwojenna Pieczęć Powiatu

Herb powiatu szczecineckiego – jeden z symboli powiatu szczecineckiego, ustanowiony 4 listopada 1999.

## Wygląd i symbolika
Herb przedstawia na tarczy w polu srebrnym czerwonego kroczącego gryfa trzymającego czerwoną tarczę dzieloną w niebieski krzyż. Na krzyżu znajduje się sześć złotych gwiazd: cztery w pionie i dwie w poziomie, reprezentujące gminy powiatu.